# (303546) Bourbaki
(303546) Bourbaki est un astéroïde de la ceinture principale.

## Description
(303546) Bourbaki est un astéroïde de la ceinture principale. Il fut découvert le 16 mars 2005 à Saint-Sulpice (Oise) par l'Observatoire de Saint-Sulpice. Il présente une orbite caractérisée par un demi-grand axe de 2,76 UA, une excentricité de 0,20 et une inclinaison de 6,4° par rapport à l'écliptique.
Il fut nommé d'après Nicolas Bourbaki, pseudonyme collectif sous lequel un groupe de mathématiciens (dont faisait entre autres partie André Weil, frère de la philosophe Simone Weil) écrivit plusieurs livres sur les mathématiques modernes.

## Compléments